# Barmsee
Barmsee là một hồ dài tối đa 1,12 km và rộng tối đa 0,49 km ở huyện Garmisch-Partenkirchen (Thượng Bayern) trong khu vực xã Krün phía bắc Mittenwald. Có một khu vực cho bơi lội nhỏ trên bờ tây bắc của hồ.
Nhờ vị trí hồ không bị khuấy động và độ sâu tương đối lớn của nó làm cho các lớp nước sâu hơn không bị trộn lẫn hoàn toàn vào mùa xuân và mùa thu - nó là một Hồ phân tầng (chỉ trộn một phần). Kết quả là, các lớp nước sâu hơn không có oxy.

## Thôn Barmsee
Trên bờ phía nam của hồ lthuộc huyện Krün có thôn Barmsee, đã có từ khoảng 150 năm.